# Stress
Stress er en naturlig fysiologisk og psykologisk reaktion på udfordringer og krav i ens omgivelser. Det er kroppens måde at reagere på en truende eller udfordrende situation, kendt som en stressor.
Stressorer er begivenheder eller situationer, der udløser stressresponsen. De kan være fysiske, som traumer eller infektioner, eller psykologiske, som arbejdspres eller bekymringer.
Kroppens stressrespons involverer frigivelse af stresshormoner som cortisol og adrenalin. Dette forbereder kroppen til en "kamp eller flugt" reaktion ved at øge hjertefrekvensen, forbedre åndedrætsmønsteret og øge energiniveauet. Stress kan være kortvarig (akut) eller langvarig (kronisk) og påvirke både fysisk og mental sundhed.
Det er vigtigt at være opmærksom på ens eget stressniveau og at udvikle sunde håndteringsstrategier for at bevare både fysisk og mental velvære. Hvis stress bliver overvældende eller langvarig, kan professionel støtte fra sundhedsprofessionelle, psykoterapeuter eller psykologer være gavnlig.
Folk reagerer forskelligt på stress afhængigt af deres personlighed, livserfaringer og copingstrategier. Hvad der opfattes som stressende for en person, kan være motiverende for en anden. Kulturen har også en betydelig indvirkning på, hvordan stress opfattes, håndteres og udtrykkes. Nogle forskere mener, at den vestlige kultur har betydning for den stigende forekomst af stress

## Typer af stress
Stress er en fysiologisk og psykologisk reaktion på en belastning, der kræver en tilpasning eller reaktion fra kroppen. Det er en naturlig del af livet og kan opstå som respons på både positive og negative begivenheder. Stress er ikke altid skadeligt; i moderation kan det endda være motiverende og hjælpe med at tackle udfordringer. Positiv stress (eustress) kan være motiverende og hjælpe med at forbedre præstationer, ens negativ stress (distress) ofte er skadelig og kan føre til sundhedsproblemer.
Kortvarig stress er normalt ikke skadelig og kan endda være gavnlig i visse situationer. Problemer opstår, når stress bliver langvarig eller kronisk. Vedvarende stress kan have negative virkninger på fysisk og mental sundhed. Det kan bidrage til problemer som søvnløshed, træthed, angst, depression, og en række andre sundhedsproblemer. Stress kan udløses af forskellige faktorer, herunder arbejdspres, personlige relationer, økonomiske udfordringer og sundhedsmæssige bekymringer. Det er derfor almindeligt at skelne mellem to forskellige typer af stress:

### Akut stress
Kortvarig og øjeblikkelig reaktion på en specifik stressor. Akut stress er normalt forbundet med specifikke begivenheder eller udfordringer. Det er normalt og kan endda være gavnligt i visse situationer.

### Kronisk stress
Langvarig stress, der kan påvirke helbredet negativt. Det kan være forårsaget af vedvarende udfordringer som jobusikkerhed, relationelle problemer eller langvarige sundhedsproblemer.

## Symptomer på stress
Symptomer på stress kan variere fra person til person, og de kan manifestere sig på både fysiske, mentale og følelsesmæssige niveauer. Fysiske symptomer kan omfatte hovedpine, muskelspændinger, træthed og søvnproblemer. Psykiske symptomer kan omfatte angst, irritabilitet, koncentrationsbesvær og ændringer i humør.
Det er vigtigt at være opmærksom på disse symptomer og søge støtte, hvis de bliver vedvarende eller begynder at påvirke ens daglige liv og trivsel. Professionel hjælp fra sundhedspersonale eller mental sundhedsprofessionelle kan være afgørende for at tackle stress og forebygge yderligere komplikationer.
Stress er ikke en psykiatrisk diagnose. Det tætteste man kommer på en egentlig stressdiagnose er diagnosen tilpasningsreaktion (belastningsreaktion), som er defineret ved at individet har
- Kendt traume eller belastning inden for den seneste måned (ikke af usædvanlig eller katastrofekarakter)
- Emotionelle eller adfærdsmæssige symptomer uden at opfylde kriterierne for andre psykiske lidelser[10]

## Virkning af stress
Langvarig eller kronisk stress kan have betydelige negative virkninger på både fysisk og mental sundhed.
Langvarig stress er blevet knyttet til forhøjet blodtryk og øget risiko for hjerte-kar-sygdomme. Stress kan påvirke immunforsvaret og gøre kroppen mere modtagelig over for infektioner og sygdomme. Stress kan bidrage til fordøjelsesproblemer som irritabel tarmsyndrom (IBS) eller mavesår.
Langvarig stress kan øge risikoen for udvikling af angstlidelser og depression. Stress kan forårsage søvnproblemer, herunder søvnløshed eller hyppige opvågninger om natten. Langvarig stress kan påvirke kognitive funktioner som hukommelse og koncentration negativt.
Nogle mennesker kan ty til usunde coping-mekanismer som overspisning, brug af alkohol eller stoffer for at håndtere stress. Stress kan påvirke sociale relationer og føre til isolation eller konflikter med andre.
Stress kan påvirke præstationen på arbejdspladsen ved at reducere koncentration og produktivitet. Stressrelaterede problemer kan føre til øget fravær fra arbejde.
Det er vigtigt at forstå, at virkningerne af stress kan variere fra person til person, og nogle mennesker er mere sårbare over for stress end andre. At identificere stressfaktorer og implementere sunde coping-strategier kan være afgørende for at reducere virkningerne af stress og fremme generel trivsel. Hvis stress bliver overvældende, er det vigtigt at søge støtte fra sundhedsprofessionelle eller mental sundhedsudbydere.

## Håndtering af stress
At håndtere stress indebærer ofte at identificere stressfaktorer, udvikle sunde coping-mekanismer og tage skridt til at reducere eller håndtere belastningen. Dette kan omfatte ting som motion, afslapningsteknikker, tidsstyring og sociale støttesystemer. Professionel rådgivning kan også være nyttig for at håndtere stress, især hvis det bliver overvældende eller kronisk. Psykoterapeuter og psykologer er ofte uddannet til at afhjælpe langvarig stress, og egen praktiserende læge kan også give råd.

## Citater
Stress forårsages af at være ”her”, men ønske at være ”der”, eller at være i nuet men ønske at være i fremtiden. Det er en spaltning, der river dig i stykker indeni. At skabe og leve med en sådan indre spaltning er vanvittigt. Den kendsgerning, at alle andre også gør det, gør den ikke mindre vanvittig.
Der findes citater om stress